# 中国岩石力学与工程学会
中国岩石力学与工程学会成立于1985年，是中华人民共和国岩石力学与岩土工程界科技工作者的学术性群众团体，主要涉及水利水电, 地质矿业、铁道交通、国防工程、灾害控制、环境保护等专业领域。主办期刊《岩石力学与工程学报》和《地下空间与工程学报》。

## 历史
中国岩石力学与工程学会的前身是1978年由中国科学院、外交部联合报请国务院批准成立的国际岩石力学学会中国小组。1981年开始筹备成立学会，1985年6月正式成立中国岩石力学与工程学会，在民政部登记注册。1996年2月，中国岩石力学与工程学会日本分会在东京正式成立。

## 分支机构

### 工作委员会
- 学术论文评审委员会
- 教育工作委员会
- 编辑工作委员会
- 技术咨询工作委员会
- 青年工作委员会
- 国际交流工作委员会

### 专业委员会
- 地下物流专业委员会
- 岩溶勘察与基础工程专业委员会
- 地面岩石工程专业委员会
- 岩石动力学专业委员会
- 岩体数学模拟专业委员会
- 岩石破碎工程专业委员会
- 岩石力学测试专业委员会
- 深层岩石力学专业委员会
- 高温高压岩石力学专业委员会
- 古遗址保护与加固工程专业委员会
- 废物地下处置专业委员会
- 工程实例专业委员会
- 地壳应力与地震专业委员会

### 学科分会
- 岩石工程设计方法分会
- 红层工程分会
- 岩土工程信息技术与应用分会
- 工程安全与防护分会
- 隧道掘进机工程应用分会
- 环境岩土工程分会
- 锚固与注浆分会
- 地下空间分会
- 软岩工程与深部灾害控制分会
- 地下工程分会

## 历届理事会
第一届（1985年－1989年）
- 理事长：陈宗基
- 副理事长：牛锡倬、王武林
- 秘书长：梅剑云、牛锡倬

第二届（1989年－1994年）
- 理事长：陈宗基（1989年－1991年）、潘家铮（1991年－1994年）
- 副理事长：牛锡倬、王武林、李　克、哈秋舲、潘家铮
- 秘书长：傅冰骏

第三届（1994年－1998年）
- 理事长：孙　钧
- 副理事长：王思敬、白世伟、宋永津、刘天泉、刘宝琛、刘同有、哈秋舲、徐文耀、张　清
- 秘书长：傅冰骏
- 名誉理事长：潘家铮

第四届（1998年－2003年）
- 理事长：王思敬
- 副理事长：白世伟、刘宝琛、刘天泉、刘同有、钱七虎、王福柱、杨林德、张超然、赵经彻
- 秘书长：杨志法
- 名誉理事长：孙　钧

第五届（2003年－2007年）
- 理事长：钱七虎
- 副理事长：白世伟、冯夏庭、顾金才、黄鼎成、刘同有、唐春安、王梦恕、谢和平、杨林德、张超然
- 秘书长：杨志法
- 名誉理事长：王思敬、刘宝琛、赵经彻

第六届（2007年－2012年）
- 理事长：钱七虎
- 副理事长：
- 秘书长：
- 名誉理事长：

第七届（2012年－2016年）
- 理事长：冯夏庭[3]
- 副理事长：
- 秘书长：刘大安

第八届（2016年－）
- 理事长：冯夏庭（现任）[4]、何满潮（候任）
- 副理事长：杜时贵、郭熙灵、康红普、李术才、李夕兵、李晓、潘一山、宋胜武、唐春安、王明洋、谢富仁、杨更社、杨强、殷跃平、赵阳升、郑炳旭、朱合华
- 秘书长：刘大安、杨晓杰